# Vaccinium microphyllum
Vaccinium microphyllum là một loài thực vật có hoa trong họ Thạch nam. Loài này được (Hook.) Howell miêu tả khoa học đầu tiên năm 1901.